# Kloster Grüssau
Das Kloster Grüssau (polnisch Opactwo Cysterskie w Krzeszowie; tschechisch Klašter Křesobor) ist eine ehemalige Zisterzienserabtei im gleichnamigen Ortsteil Krzeszów der Landgemeinde Kamienna Góra (Landeshut) im Powiat Kamiennogórski in der Wojewodschaft Niederschlesien.
Der Komplex wurde 2004 zum polnischen Historischen Denkmal erklärt.
Die Klosteranlage gehört zu den bedeutendsten Barockanlagen Europas und ist für das UNESCO-Welterbe nominiert.

## Geschichte des Klosters

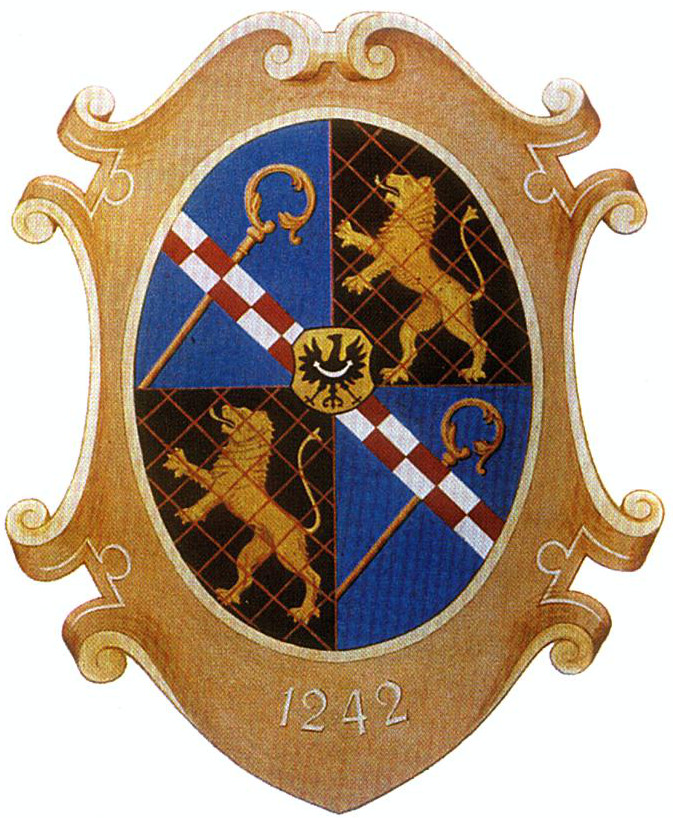
Abteiwappen

### Gründung als Benediktinerpropstei 1242
Die Stiftung der Benediktinerpropstei erfolgte am 8. Mai 1242 durch Herzogin Anna von Böhmen, Witwe des Herzogs Heinrich II. des Frommen. Die Propstei wurde mit Benediktinermönchen des böhmischen Klosters Opatovice besiedelt, die das Tal des Zieder urbar machen sollten. Das hatte bereits Herzog Heinrich beschlossen, bevor er am 9. April 1241 in der Schlacht von Liegnitz fiel. Es ist nicht bekannt, warum sich das Kloster nicht entfalten konnte und weshalb die Benediktiner die Grüssauer Propstei 1289 aufgegeben haben. Noch im Jahre 1288 hatte Herzog Bolko I. der Benediktinerpropstei die Dörfer Blaseysdorff, Merkelingsdorff und Cazbach (Katzbach/Kratzbach) geschenkt, die zum Trautenauer Gebiet gehörten und die Herzog Bolko I. vorher vom Ritter Witiko von Aupa/Alt Trautenau (Vítek z Úpy; † 1314) erworben hatte. Jedoch schon ein Jahr später verkaufte der Opatowitzer Abt Tschaska das zur Propstei Grüssau gehörende Gebiet mit allen Dörfern dem Herzog Bolko I., der dort die Gründung eines Zisterzienserklosters beabsichtigte. Dadurch gelangte das zunächst zu Böhmen gehörende Gebiet an das Herzogtum Schweidnitz-Jauer.

### Zisterzienserkloster 1292–1810

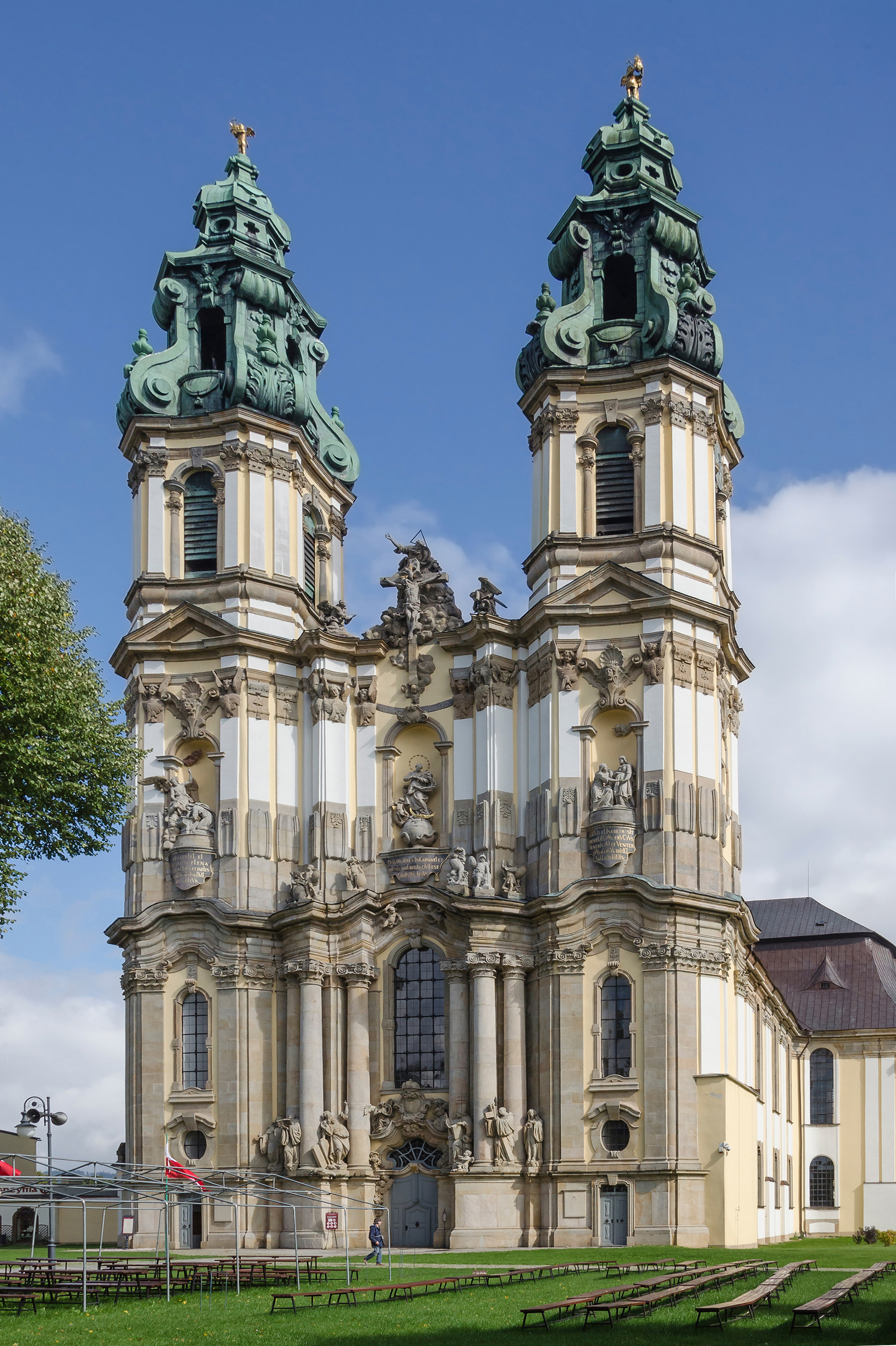
Klosterkirche

Die Stiftungsurkunde für die Zisterzienserabtei unterzeichneten 1292 der Stifter Bolko I., sein Bruder Heinrich V. und der Breslauer Bischof Johann III. Romka. Zur finanziellen Ausstattung des Klosters gehörten zunächst 14 Dörfer und die Stadt Liebau mit allen Abgaben, Rechten und Pflichten sowie kraft herzoglicher Vollmacht auch das Blutgericht, für das Liebau zum Gerichtsort bestimmt wurde. Der Stifter erwartete von den Zisterziensern eine weitere Kolonisierung des Landes sowie die Gründung weiterer Ortschaften. Bereits am 7. August 1292 hatte Abt Friedrich von Heinrichau zwölf Mönche sowie den Gründungsabt Theoderich nach Grüssau entsandt, wo sie zwei Tage später ankamen. Die Klosterkirche wurde 1292 geweiht, die Klostergebäude einige Jahre später errichtet. In der Folgezeit wurde der Grundbesitz mehrfach erweitert: 1343 um Schömberg mit sechs Dörfern, 1403 um die Propstei Warmbrunn, die der Ritter Schaffgotsch stiftete, und um die Herrschaft Würben bei Schweidnitz. Im 14. Jahrhundert gehörten zum Stiftsland fast 40 Dörfer und die beiden Klosterstädte Liebau und Schömberg.
In den Hussitenkriegen wurden das Kloster und das dazugehörende Stiftsland 1426–1427 schwer verwüstet; 70 Geistliche wurden getötet. Kirche und Kloster waren erst 1454 wieder aufgebaut.
Während der Reformation ging die Zahl der Mönche stark zurück. Auch im Dreißigjährigen Krieg wurde Grüssau schwer heimgesucht. Bald erlangte es jedoch seine wirtschaftliche Kraft und seine religiöse Bedeutung zurück und wurde ein Zentrum der Gegenreformation in Schlesien. Zudem war es ein kultureller Mittelpunkt des Riesengebirges und der böhmischen Nachbargebiete.
Große Verdienste um die kulturelle und religiöse Entwicklung Grüssaus erwarb sich Abt Bernhard Rosa. Viele Bauten und Kunstwerke, für die er bedeutende Künstler beschäftigte, gehen auf seine Zeit zurück. Durch das 1669 eingerichtete Stiftsgymnasium, an dem zahlreiche Freiplätze für begabte Schüler vergeben wurden, stieg die Bildung der Umgebung. Der Arzt und Mystiker Angelus Silesius wurde vom Kloster bei der Drucklegung seiner Werke großzügig unterstützt. Abt Rosas Nachfolger Dominicus Geyer erwarb 1703 von den Freiherren von Zedlitz das verschuldete Bolkenhainer Burglehen mit den Dörfern Einsiedel, Giesmannsdorf, Hohenhelmsdorf, Ruhbank, Klein-Waltersdorf und Wiesau. Mit diesem Erwerb erreichte das Grüssauer Stiftsland eine Größe von 297 Quadratkilometern. Während der Regierungszeit des Abtes Innozenz Fritsch bestand das Stiftsland, dessen Grundherr der Abt war, aus 42 Dörfern sowie den Städten Schömberg und Liebau. Das Gebiet war in fünf Verwaltungsbezirke aufgeteilt: Grüssau mit Umgebung, Altreichenauer Dominialverwaltung, Priorat Würben, Propstei Warmbrunn sowie das Bolkenhainer Burglehen mit den zugehörigen Dörfern. Die Grenzen des Stiftslandes erstreckten sich damals bis an die Städte Schweidnitz, Reichenbach, Striegau und Hirschberg. Die Einwohnerzahl betrug etwa 30.000. 1723–1725 wurde unter Abt Dominicus das Grüssauer Haus in Schweidnitz errichtet. Es wurde auch als „Stiftshof“ bezeichnet und sollte ihm und seinen Nachfolgern während der Landtagssitzungen des Fürstentums Schweidnitz-Jauer als Stadtunterkunft dienen.
Zu den Hauptaufgaben der Mönche gehörte die Seelsorge in den zwölf Stiftspfarreien und die Betreuung der Wallfahrer zum „Gnadenbild Unserer Lieben Frau“. Äbte und Mönche leisteten einen großen Beitrag zur geistigen und kulturellen, aber auch zur wirtschaftlichen Entwicklung des Stiftslandes.
Nach dem Ersten Schlesischen Krieg 1742 fiel Grüssau wie fast ganz Schlesien, das bis dahin ein Nebenland der Krone Böhmens gewesen war, an Preußen. Wegen der nachfolgenden Kriegslasten, mit denen auch das Kloster Grüssau belegt wurde, konnte der geplante Neubau des Klosters erst unter Abt Placidus Mundfering (1768–1787) begonnen werden. Er blieb jedoch in Teilen unvollendet, da die Abtei im Zuge der Säkularisation durch den preußischen Staat 1810 aufgelöst wurde. Das in hoher religiöser und kultureller Blüte stehende Kloster wurde dadurch bedeutungslos. Große Teile der Bibliothek und der künstlerischen Ausstattung gelangten nach Breslau. Die Klosterkirche wurde als Pfarrkirche umgewidmet, die Klosteranlage teilweise Staatseigentum, ebenso das Bolkenhainer Burglehen. Letzter Abt war Ildephons Reuschel, der noch bis zu seinem Tod 1823 im Klostergebäude lebte.
In den Professbüchern des Klosters Grüssau sind aus der Zisterzienserzeit die Lebensdaten von rund 50 Äbten und 400 Mönchen aus fünf Jahrhunderten verzeichnet. Danach kam der Großteil der Mönche aus Niederschlesien, vor allem aus den zwölf Stiftspfarreien, sowie aus Böhmen. Nur wenige Mönche kamen aus Oberschlesien, da es dort die Zisterzienser-Abteien Rauden und Himmelwitz gab.

### Neubesiedlung durch deutsche Benediktiner aus dem Prager Emmauskloster 1919
Im November 1919 konnte das 1810 säkularisierte Zisterzienserkloster Grüssau mit den aus Prag ausgewiesenen deutschen Beuroner Benediktinern des Emmausklosters wieder besiedelt werden. Ursächlich für die Ausweisung aus Prag war das Auseinanderbrechen der k.u.k.-Monarchie und die Gründung der Tschechoslowakei sowie die deutschnationale Gesinnung des damaligen Abtes Albanus Schachleiter. Erst nachdem er 1924 auf das Amt des Abtes von Emaus resignierte, wurde der Grüssauer Konvent durch Papst Pius XI. im selben Jahr zur Abtei erhoben. Erster Abt war Albert Schmitt, unter dem Grüssau erneut ein liturgisch-kultureller Mittelpunkt der Region wurde. Besondere Verdienste um die Erforschung der Abteigeschichte und das historische Erbe der Grüssauer Zisterzienser sowie des zugehörigen Stiftslandes erwarb sich Pater Nikolaus von Lutterotti, dem die Stelle die Klosterarchivars und Bibliothekars übertragen worden war.
Von 1930 bis 1931 wurde der abgebrannte Nordturm des Grüssauer Münsters erneuert, anschließend wurden bis 1933 die restlichen Baulichkeiten renoviert. 1934 errichtete der Konvent eine katholische Schule auf dem Weg vom Bahnhof zum Kloster. 1934 erhielt das Münster neue Glocken. Nach der Renovierung des Grüssauer Gnadenbildes 1937 wurde die Wallfahrt nach Grüssau neu belebt. Ab 1938 fanden umfangreiche Renovierungsmaßnahmen an der Münsterfassade und an der St.-Josephs-Kirche statt, wobei zahlreiche der stark verwitterten Kolossalfiguren des Fassadenschmucks erneuert und die fast 50 Fresken in der St.-Josephs-Kirche freigelegt wurden. Der Abschluss der Arbeiten wurde durch den Ausbruch des Zweiten Weltkriegs verzögert. Erst 1944 konnten die letzten Baugerüste entfernt werden.
Als sich Abt Albert nach 1933 um eine Verständigung zwischen der katholischen Kirche und dem herrschenden Nationalsozialismus bemühte, lehnten Teile des Konvents und des schlesischen Klerus seine Haltung ab. Zu den Kritikern gehörte auch Nikolaus von Lutterotti. Trotzdem wurde er im November 1943 zum Prior berufen.

### Beschlagnahmung der Klostergebäude 1940–1945

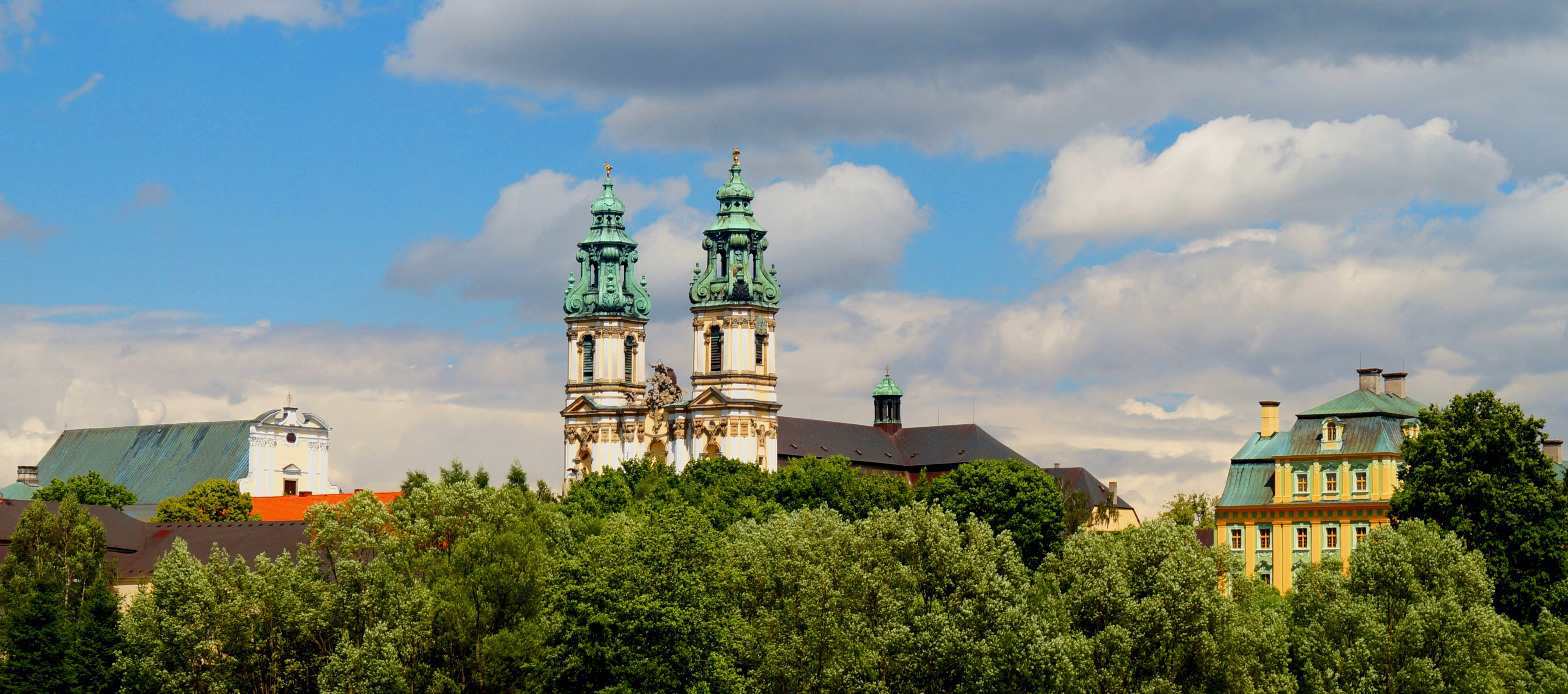
Sicht auf die Klosteranlage vom Fuß des Kalvarienbergs

Am 3. September 1940 wurden die Klostergebäude durch das NS-Regime beschlagnahmt. Trotz zahlreicher Proteste mussten alle Mönche ihre Klosterunterkünfte verlassen, obwohl in der Presse behauptet wurde, man habe „lediglich einen Seitenflügel belegt“. Die Klostergebäude, die nun als „Lager Grüssau“ bezeichnet wurden, dienten zunächst als Durchgangslager für Volksdeutsche aus der Bukowina. Im Oktober 1940 wurden 800 bis 900 Karpatendeutsche dem Lager Grüssau zugewiesen, die danach in die von den deutschen Truppen besetzten Teile Polens umgesiedelt wurden. Ab dem 5. Oktober 1941 wurden im Lager Grüssau schlesische Juden interniert und von Ende 1942 bis zum 6. Februar 1943 in mehreren Transporten zumeist in das Konzentrationslager Theresienstadt deportiert. Ab März 1943 bis November 1944 wurde das Lager für Verschleppte aus Lothringen sowie dem Elsass und im Winter 1944/45 für Ungarndeutsche benutzt, die als „Gäste des Führers“ besonders beschützt wurden. Sämtliche Insassen wurden am 7. Mai 1945 zur Flucht ins nahe Sudetenland gezwungen. Am selben Tag hob der Landeshuter Landrat Otto Fiebrantz die Beschlagnahme der Klostergebäude auf. Es war vermutlich eine seiner letzten Amtshandlungen vor dem amtlichen Kriegsende am 8. Mai 1945.
Während des Krieges wurden zahlreiche Kulturgüter der Preußischen Staatsbibliothek zu Berlin nach Grüssau ausgelagert, die sich seit Kriegsende 1945 in der Sammlung Berlinka in Polen befinden.
1940–1945 mussten alle Mönche, soweit sie nicht zum Kriegsdienst eingezogen worden waren, das Kloster verlassen. Vierzehn Mönche verloren ihr Leben als Kriegsteilnehmer, was etwa einem Viertel der Kommunität entsprach. Die übrigen Mönche kehrten nach Kriegsende in das Kloster zurück, wurden jedoch am 12. Mai 1946 zusammen mit den deutschen Ortsbewohnern vertrieben. Abt Albert Schmitt hatte Grüssau zusammen mit den älteren bzw. kranken Mönchen bereits am 27. Februar 1945 verlassen. Er gründete 1947 für seinen Konvent die Abtei Grüssau in Bad Wimpfen im Bistum Mainz.

### Neubesiedlung durch polnische Benediktinerinnen 1947
Am 12. Mai 1946 wurde das Kloster Grüssau, das 1945 als Folge des Zweiten Weltkriegs wie fast ganz Schlesien an Polen gefallen war und in „Krzeszów“ umbenannt wurde, durch polnische Benediktinerinnen besiedelt, die aus der Allerheiligenabtei in Lemberg, das an die Sowjetunion gefallen war, vertrieben worden waren. Als deren Spiritual wirkte der aus Südtirol stammende bisherige Prior Nikolaus von Lutterotti, der als Italiener zusammen mit vier weiteren Mitbrüdern anderer Nationalitäten aus Grüssau/Krzeszów nicht vertrieben wurde und bis 1954 auch die Seelsorge für die zurückgebliebenen Deutschen fortführen durfte. Da er kein Polnisch sprach, erbat er sich wegen der hereinströmenden polnischen Bevölkerung Hilfe aus dem Benediktinerpriorat Tyniec. Um das Kloster Grüssau für den Orden zu retten, übernahmen die Benediktiner von Tyniec die Rechtsnachfolge für Grüssau. Titularprior von Lutterotti und seine vier Mitbrüder wurden pro forma Tyniec unterstellt. Für den Fall, dass der deutsche Konvent zurückkehren würde, sollte das Kloster Grüssau wieder an diesen zurückfallen. Nachfolgend kam es zu einer vorbildlichen Zusammenarbeit zwischen Tyniec und Grüssau, die von der benediktinischen Grundhaltung geprägt war. Nikolaus von Lutterotti besaß auch das Vertrauen der Äbtissin Janina Szymańska sowie der Priorin Sr. Józefa Jettka, deren gute Deutschkenntnisse wesentlich zur Verständigung beitrugen. Durch die politischen Umwälzungen verlor Grüssau jedoch für einige Jahrzehnte seine Bedeutung als Wallfahrtsort.
Zu Schwierigkeiten und Verfolgungen kam es ab 1951 unter dem vom kommunistischen Regime eingesetzten Kapitularvikar Kazimierz Lagosz. Staatskonform betrieb dieser u. a. das Verbot des Religionsunterrichts, die Auflösung der Diözesan- und Ordens-Konvikte und der Frauenklöster sowie die Verstaatlichung des klösterlichen Besitzes. Zu einem Eingriff in die Exemtionsrechte kam es im Frühjahr 1953, als unangemeldet eine Kommission von der Breslauer Diözesankurie das Kloster visitieren sollte. Sakristei, Archiv, Bibliothek und weitere Räume wurden durchsucht. Schon einige Zeit vorher hatte die Geheime Sicherheitspolizei eine Hausdurchsuchung unternommen. Am Pfingstmontag, dem 25. Mai 1953, erschien am Nachmittag eine Kommission, die aus sechs von Lagosz ernannten Kanonikern und einem weltlichen Beamten der Kurie bestand. Sie beschlagnahmte den Großteil der wertvollen Barockparamente sowie noch aus der Zisterzienserzeit stammende liturgische Geräte. Als sich Prior Nikolaus von Lutterotti im Oktober 1953 bei der Kurie in Breslau befand, wurden das Kloster, die Kirchen und Gärten von der Geheimen Sicherheitspolizei durchsucht. Zugleich wurden die wertvolle Klosterbibliothek, das Klosterarchiv und die meisten der kunst- und kulturhistorischen Exponate nach Breslau abtransportiert, da diese nicht staatlich angemeldet bzw. abgeliefert worden seien.
Nach der politischen Wende von 1989 nahm die religiöse Bedeutung als Wallfahrtsort wieder zu. Am 2. Juni 1997 wurde das Grüssauer Gnadenbild durch Papst Johannes Paul II. gekrönt und am 11. August 1997 in Anwesenheit hoher geistlicher Würdenträger abermals inthronisiert.

## Bauwerke

### Klosterkirche Mariä Himmelfahrt

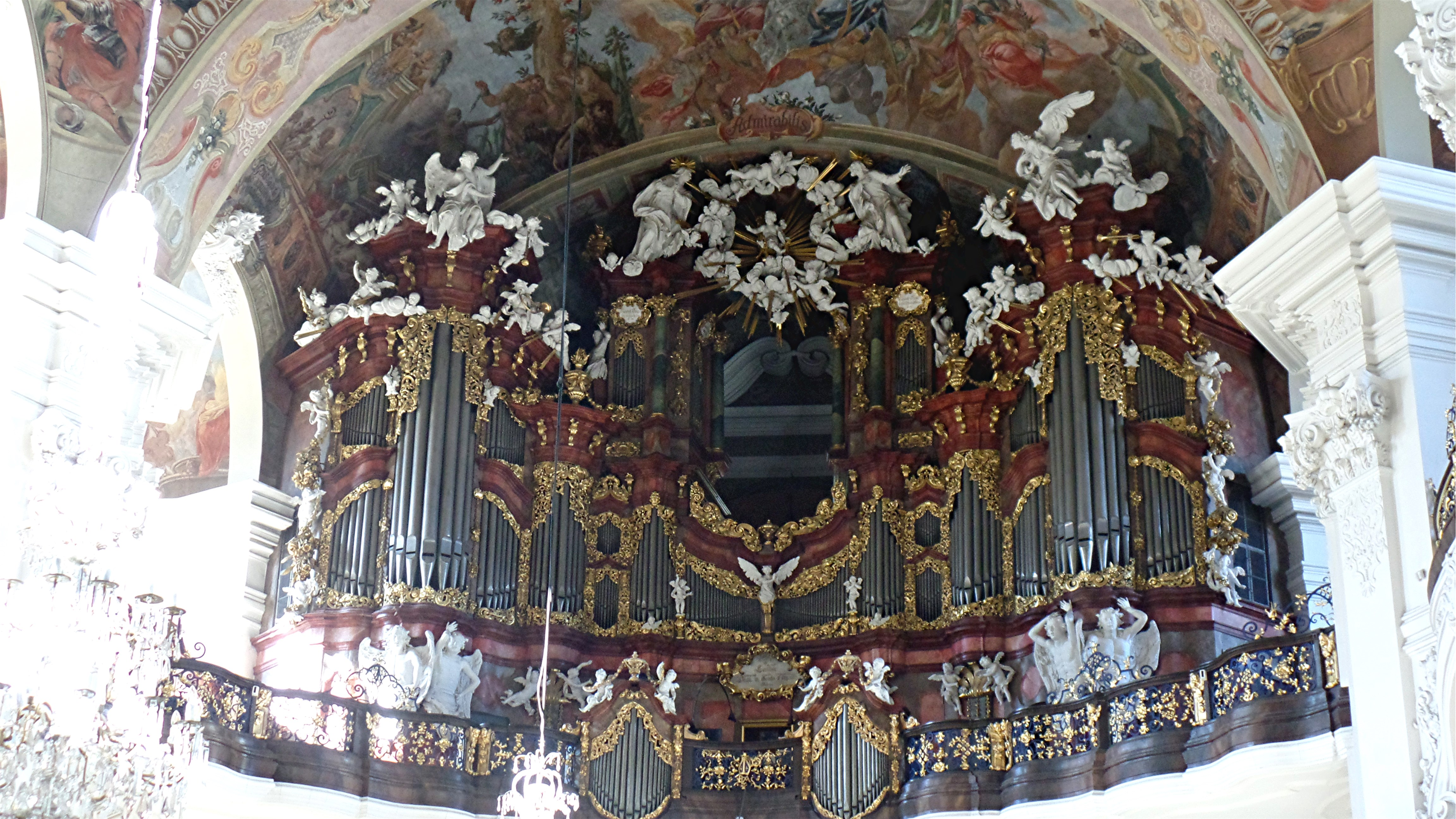
Prospekt der Engelsorgel

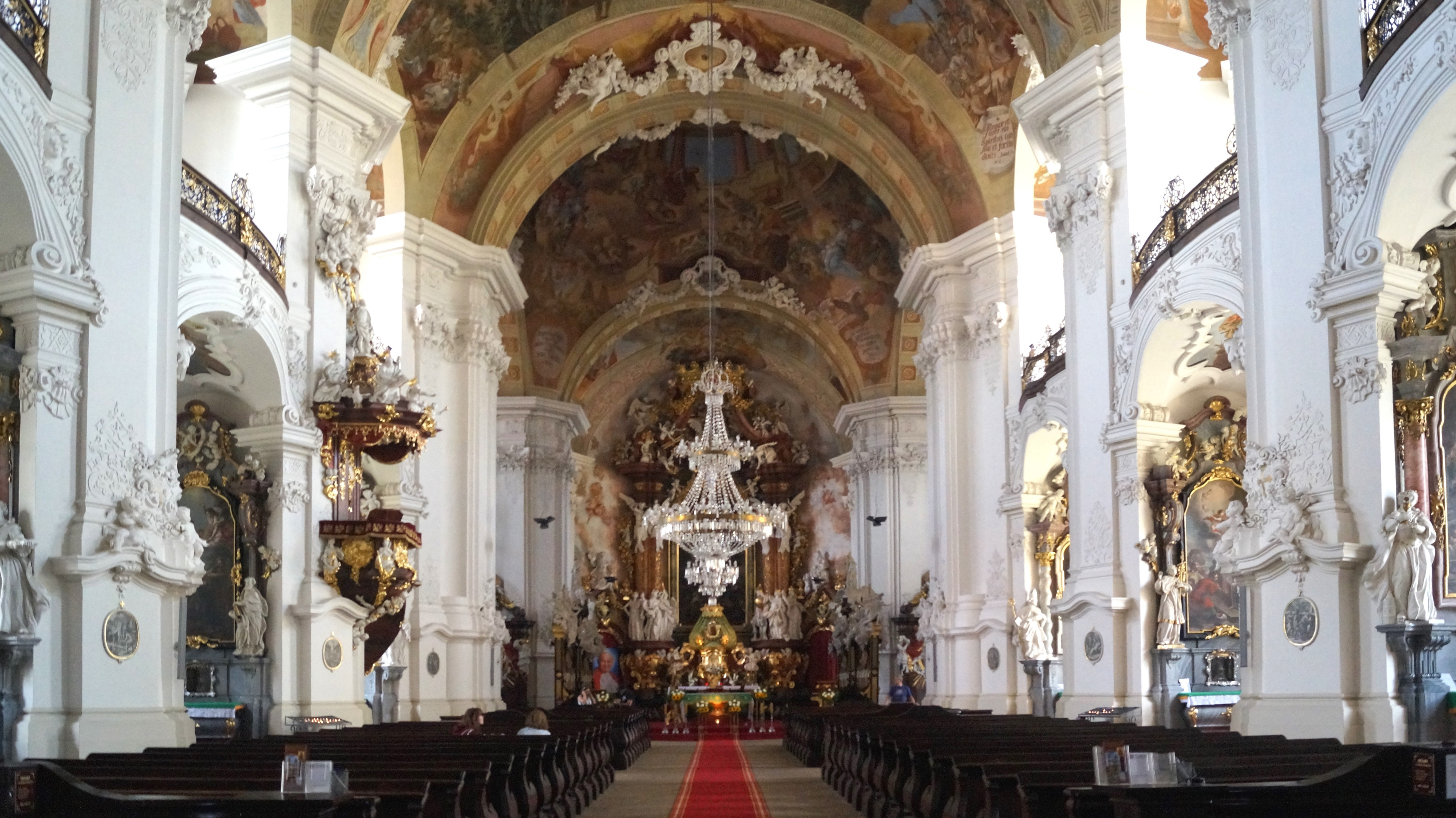
Kirchenraum

Die Klosterkirche wurde bereits 1292 durch den Breslauer Bischof Johannes Romka eingeweiht. An ihrer Stelle wurde unter Abt Innozenz Fritsch in den Jahren 1728–1735 eine Barockkirche errichtet, an der im 17. und 18. Jahrhundert die bekanntesten Künstler Böhmens, Mährens, Österreichs und Bayerns wirkten. Der Entwurf wurde aus dem Kreis um Kilian Ignaz Dientzenhofer beeinflusst. Die Bauleitung lag in den Händen des Stiftsbaumeisters Joseph Anton Jentsch aus Hirschberg. Die Entwürfe für die bildhauerisch gestaltete Fassade, die – bei ungewöhnlich starker Betonung der Vertikalen – horizontal in drei Geschosse gegliedert ist, schuf Ferdinand Maximilian Brokoff. Nach seinem frühen Tod übernahm sein Schüler Anton Dorazil mit einer Bildhauerwerkstatt aus Prag die Leitung der Arbeiten. Ihm folgte Dorazils Schwiegersohn Joseph Anton Lachel.
Papst Johannes Paul II. verlieh der Klosterkirche 1998 von  den Titel einer Basilica minor.

#### Innenausstattung

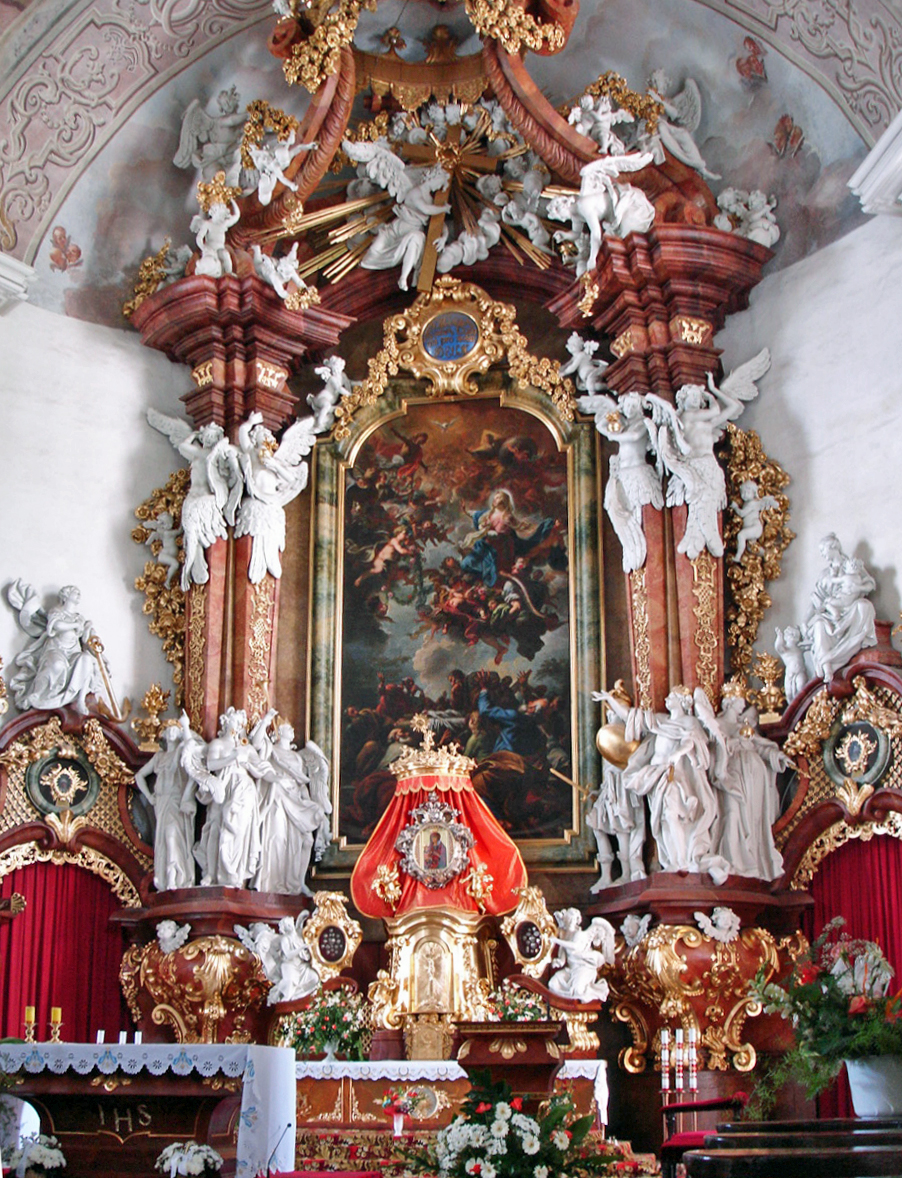
Hauptaltar

- Die Wandmalereien im Inneren der Kirche schuf Georg Wilhelm Neunhertz, ein Enkel Michael Willmanns: im Gewölbe das Gleichnis vom Guten Hirten, die Bergpredigt und das Gleichnis vom Pharisäer und Zöllner. Auf den Doppelporträts der Vorhalle werden die Äbte Bernhard Rosa, Dominicus Geyer, Innozenz Fritsch und Benedikt II. Seidel dargestellt.
- Den Entwurf für den architektonischen Hauptaltar, der die Anbetung des Kreuzes durch Engelschöre darstellt, schuf F. M. Brokoff. Die Ausführung erfolgte durch A. Dorazil. Das Hauptaltargemälde Mariä Himmelfahrt schuf Peter Johann Brandl.
- Die Kanzel schuf 1736 der Kunsttischler Anton Stenzel aus Schömberg. Sie wurde 1761 von J. A. Lachel mit Figuren der Heiligen Dreifaltigkeit und Flachreliefs mit Darstellung der Kirchenväter verziert.
- Das Chorgestühl schufen 1730–1735 F. M. Brokoff und A. Dorazil. Es enthält ein reiches Dekor mit Darstellungen der Heiligen und Propheten.
- Die Orgelempore wird vollständig durch den Prospekt ausgefüllt. Die Entwürfe der Figuren stammen von F. M. Brokoff, Ausführung durch A. Dorazil, der auch die zwei Engel mit Weihwasserschalen unter der Orgelempore schuf.
- In der Sakristei befinden sich reich verzierte barocke Intarsienschränke.

#### Seitenaltäre
- Gottvater, Schöpfer der Welt

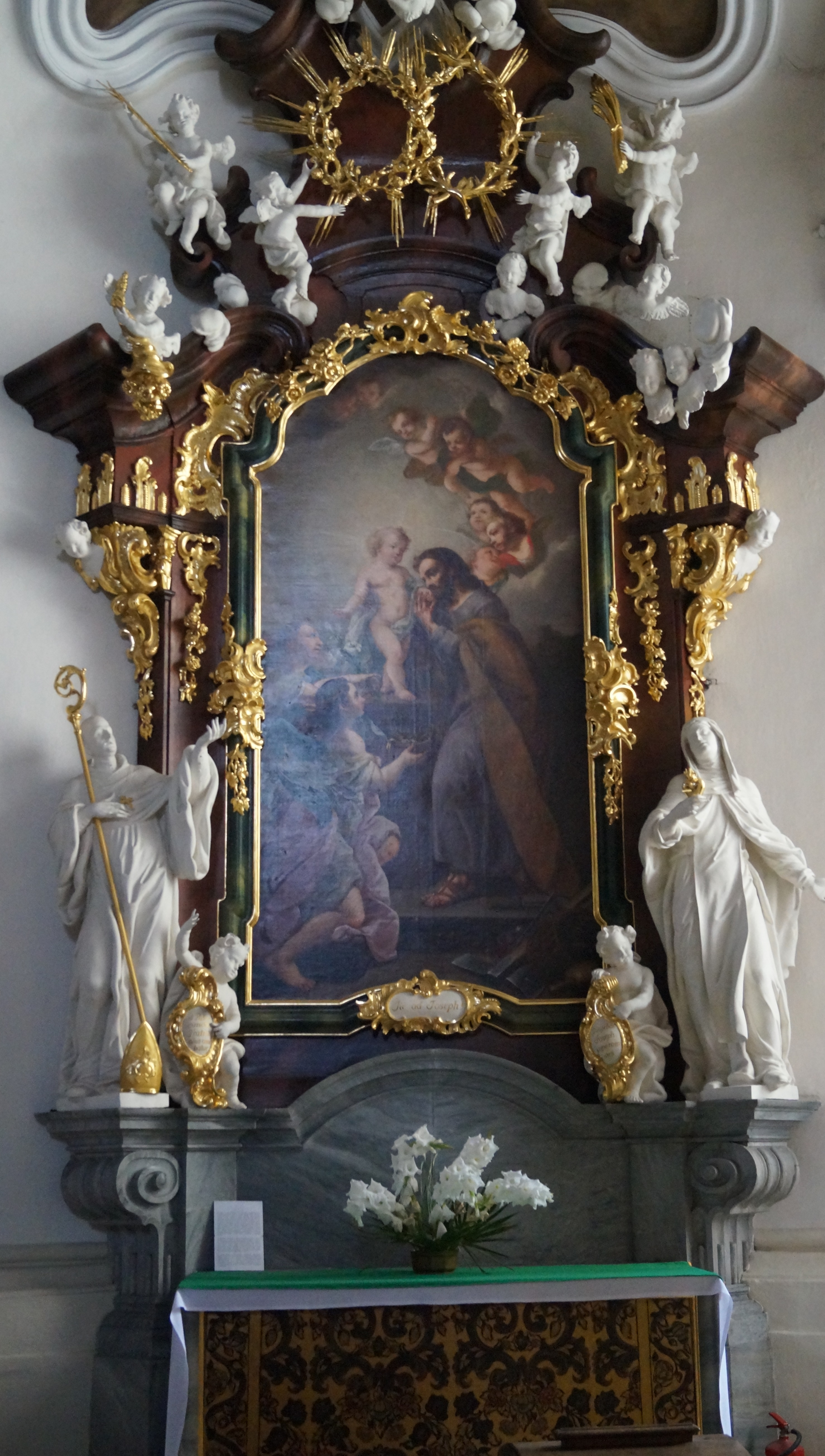
„Hl. Joseph – Pfleger Jesu“, Gemälde von F. A. Scheffler

- Hl.-Kreuz-Altar: in der Bekrönung ein mittelalterliches Kruzifix aus Würben
- Vierzehnheiligen-Altar mit Gemälde von Johann Franz Hoffmann
- Josephs-Altar: Gemälde von Felix Anton Scheffler; Figuren Heiliger Abt Alberich von Citeaux und Heilige Theresa von Avila aus der Werkstatt von J. A. Lachel.
- Christus-Emanuel-Altar
- Jesuskind-Altar: mit einer aus Glatz stammenden Figur im Stil des Prager Jesuleins
- Altar des Allerheiligsten Sakraments: Altargemälde Wurzel Jesse sowie Seitengemälde Zwölf Propheten und Zwölf Sibyllen von Michael Willmann
- St.-Anna-Altar: Figuren Heiliger Joachim und Heiliger Judas Thaddäus von J. A. Lachel

#### Kapellen im Chor
- St. Benedikt: Altarfiguren Heiliger Maurus und Heiliger Placidus von Subiaco, Altargemälde Tod des Heiligen Benedikt
- St. Bernhard von Clairvaux: Figuren Heiliger Robert von Molesme und Heiliger Stephan Harding von A. Dorazil; Altargemälde Das Wunder von Speyer von F. A. Scheffler

#### Kapellen südliche Seitenschiffwand

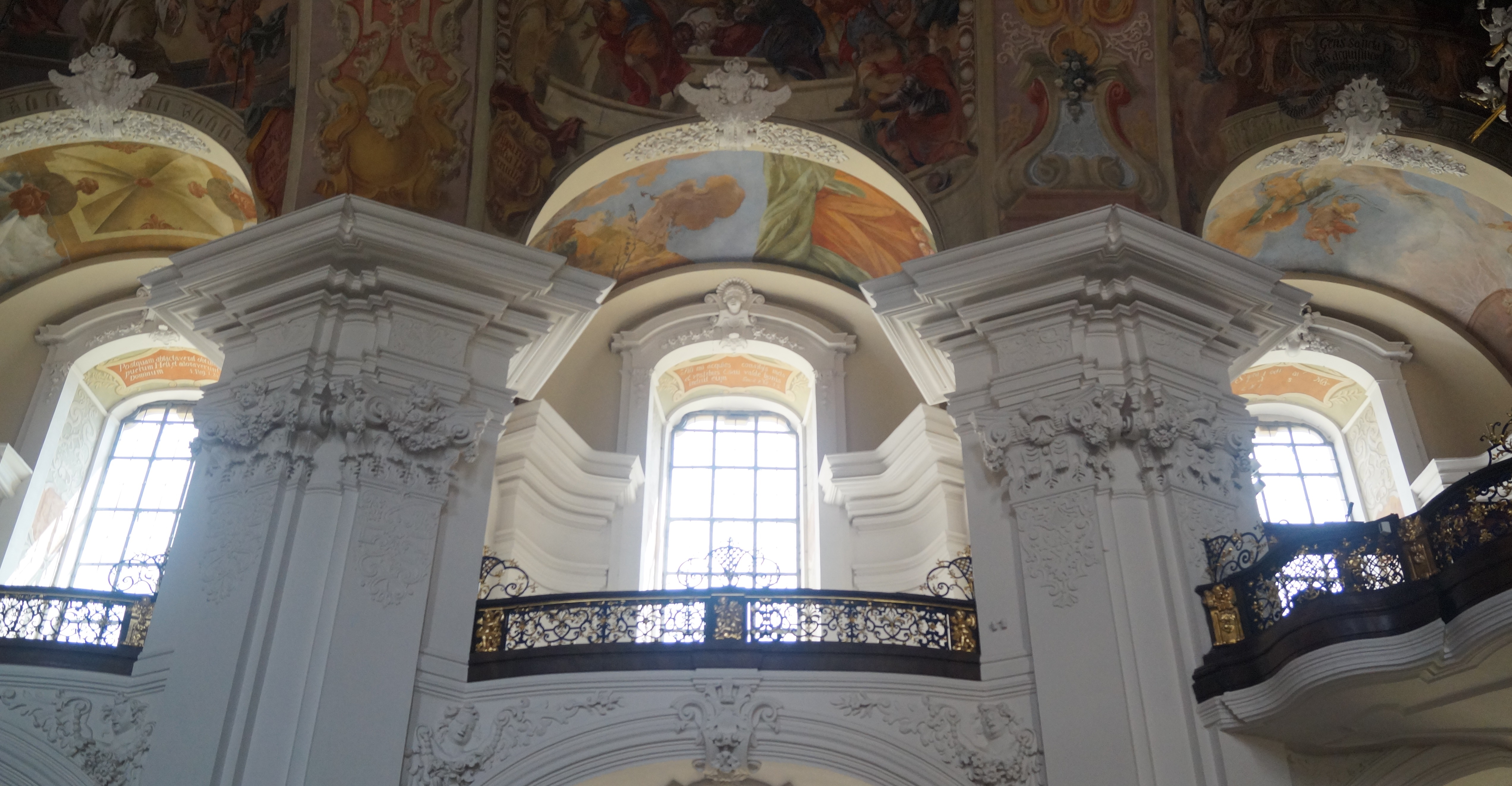
Emporen im südlichen Seitenschiff

- St. Peter und Paul: Altar und Figuren Heiliger Ambrosius und Heiliger Augustinus von Ignatz König; Altargemälde Verabschiedung der Apostel Petrus und Paulus von F. A. Scheffler
- St. Nikolaus: Altar und Figuren Heiliger Karl Borromäus und Heiliger Martin von Tours von J. A. Lachel; Altargemälde Fischer danken dem hl. Nikolaus für ihre wundersame Errettung von F. A. Scheffler
- St. Katharina von Alexandrien: Altar und Figuren Heilige Barbara und Heilige Apollonia von I. König, Altargemälde Mystische Verlobung der hl. Katharina mit dem Jesuskind von F. A. Scheffler
- St. Johannes Nepomuk: Altar und Figuren Heiliger Florian und Heiliger Laurentius von J. A. Lachel, Altargemälde Der Heilige Nepomuk spendet Almosen von P. J. Brandl.

#### Kapellen nördliche Seitenschiffwand
- St. Johannes Baptist und Evangelist: Altar und Figuren Heiliger Innozenz und Heiliger Vinzenz von Saragossa von I. König, Altargemälde von F. A. Scheffler
- St. Matthäus: Altar und Figuren Heiliger Matthäus und Heiliger Lukas von J. A. Lachel, Altargemälde von F. A. Scheffler
- St. Franz Xaver: Altar und Figuren Heiliger Ignaz von Loyola und Heiliger Philipp Neri von J. A. Lachel, Altargemälde Tod des Heiligen Franz Xaver von P. J. Brandl

### Fürstenkapelle
Die Fürstenkapelle, deren Kuppel einen Durchmesser von 9,4 m hat, wurde von 1735 bis 1747 errichtet. Sie gehört zu den schönsten Barockmausoleen. Die Fresken von G. W. Neunhertz illustrieren die Geschichte der Abtei. Das bildhauerische Dekor schuf A. Dorazil, die Stuckaturen Ignaz Albrecht Provisore. Die Gemälde der Altäre Allerheiligen, Heiliger Wenzel und Heilige Hedwig stammen von F. A. Scheffler.
An der Westwand befinden sich zwei gotische Sarkophage für die Herzöge Bolko I. († 1301) und Bolko II. († 1368). Die Renaissance-Tumba an der Südwand für Ladislaus von Zedlitz-Nimmersatt († 1628) wurde aus der vormaligen Klosterkirche hierher verbracht. Ladislaus war u. a. Komtur der Striegauer Johanniter und Kammerherr des Breslauer Bischofs Karl von Österreich. Das Kloster Grüssau hatte von ihm Ende des 16. Jahrhunderts die Herrschaft Bolkenhain erworben.

### Loretokapelle
Die Loretokapelle wurde 1728 durch Martin Schuppert errichtet. Die Skulpturen des Altars stammen aus der Werkstatt von A. Dorazil. Die Statue der Madonna von Loreto schuf 1676 Georg Schrötter für die Vorgängerkapelle.

### Maria-Magdalena-Kapelle
Die Maria-Magdalena-Kapelle wurde an der Ostseite der Fürstenkapelle 1738 errichtet und mit Fresken von G. W. Neunhertz ausgeschmückt. Der Altar mit Figuren Maria von Ägypten und Heilige Pelagia trägt das Altargemälde Maria Magdalena in religiöser Verzückung von F. A. Scheffler. Die lebensgroße Figur Christi in der Grabkammer fertigte Georg Schrötter 1678 aus Metall.

### St.-Josephs-Kirche

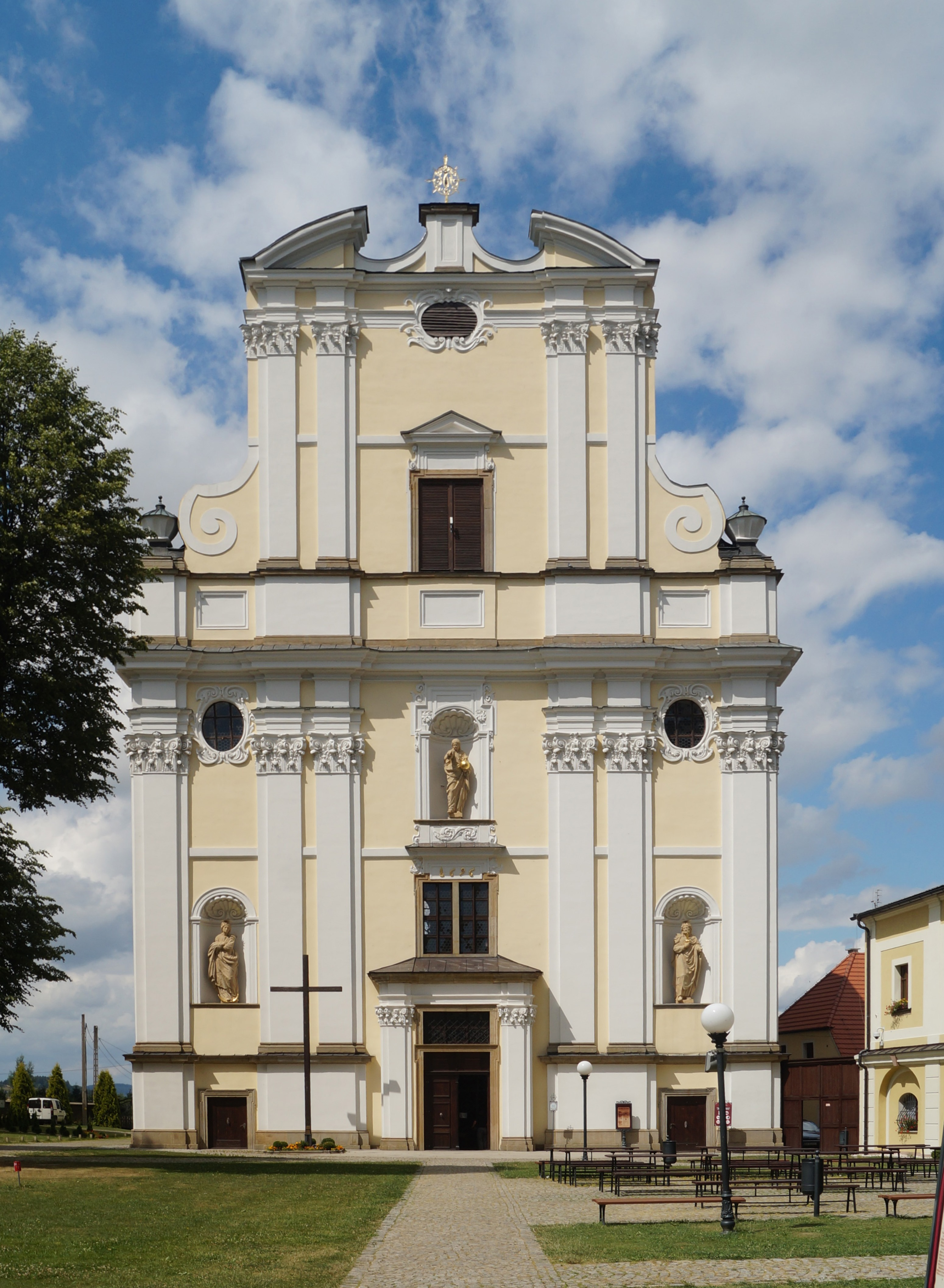
Fassade der Josephskirche

Die Kirche St. Joseph (Kościół bracki Św. Józefa) liegt nordwestlich der Klosterkirche. Sie wurde durch Abt Bernhard Rosa gestiftet und 1692–1695 an der Stelle der mittelalterlichen Pfarrkirche für die 1669 geschaffene Bruderschaft St. Joseph erbaut. Die zweigeschossige Fassade wird von kupferbeschlagenen Holzfiguren der Heiligen Sippe bekrönt.

#### Inneres
- Die Wandmalereien stammen von Michael Willmann, seinem Sohn Michael Willmann d. J., seinem Stiefsohn Johann Christoph Lischka sowie dem Zisterziensermönch Jacob Arlet.
- In den östlichen Seitenkapellen werden die Sieben Schmerzen, in den westlichen die Sieben Freuden des Heiligen Joseph durch Michael Willmann dargestellt, der sich in der Szene Suche einer Lagerstatt in Bethlehem mit einem Selbstporträt verewigt hat.
- Der geschnitzte Hauptaltar stammt von Bildhauer J. A. Lachel. Die Gemälde der Seitenaltäre Verlobung Mariä mit Joseph und Trauer des Joseph über die Schwangerschaft Mariä schuf I. König.
- Die Kanzel ist mit Flachreliefs aus dem Leben des Heiligen Joseph und Gottvater in der Bekrönung verziert und wird Georg Schrötter zugeschrieben.
- Die zwei Gemälde Geißelung und Ecce Homo an der Südwand der Empore schuf Michael Willmann.

### Klostergebäude

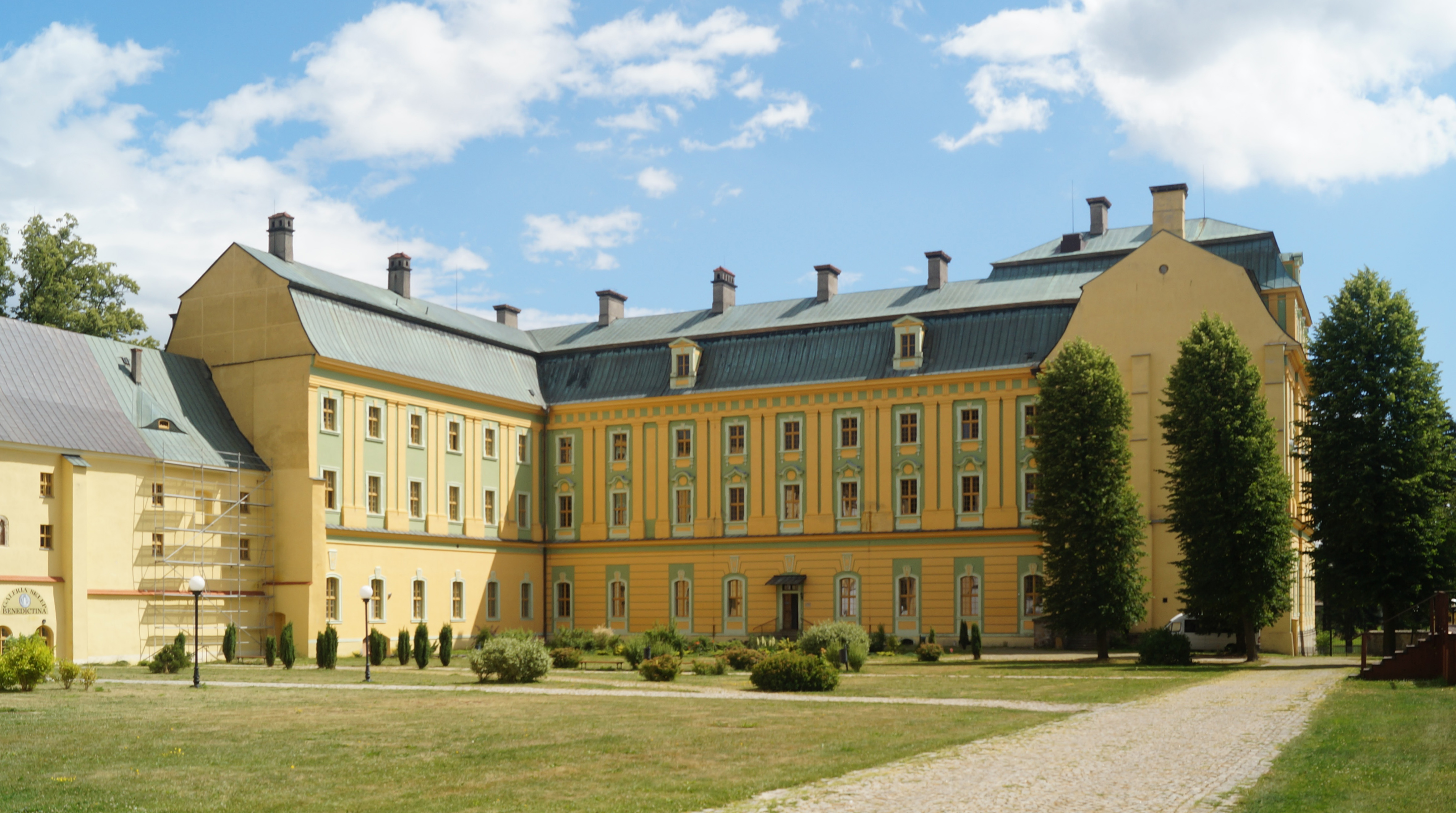
Neues Klostergebäude

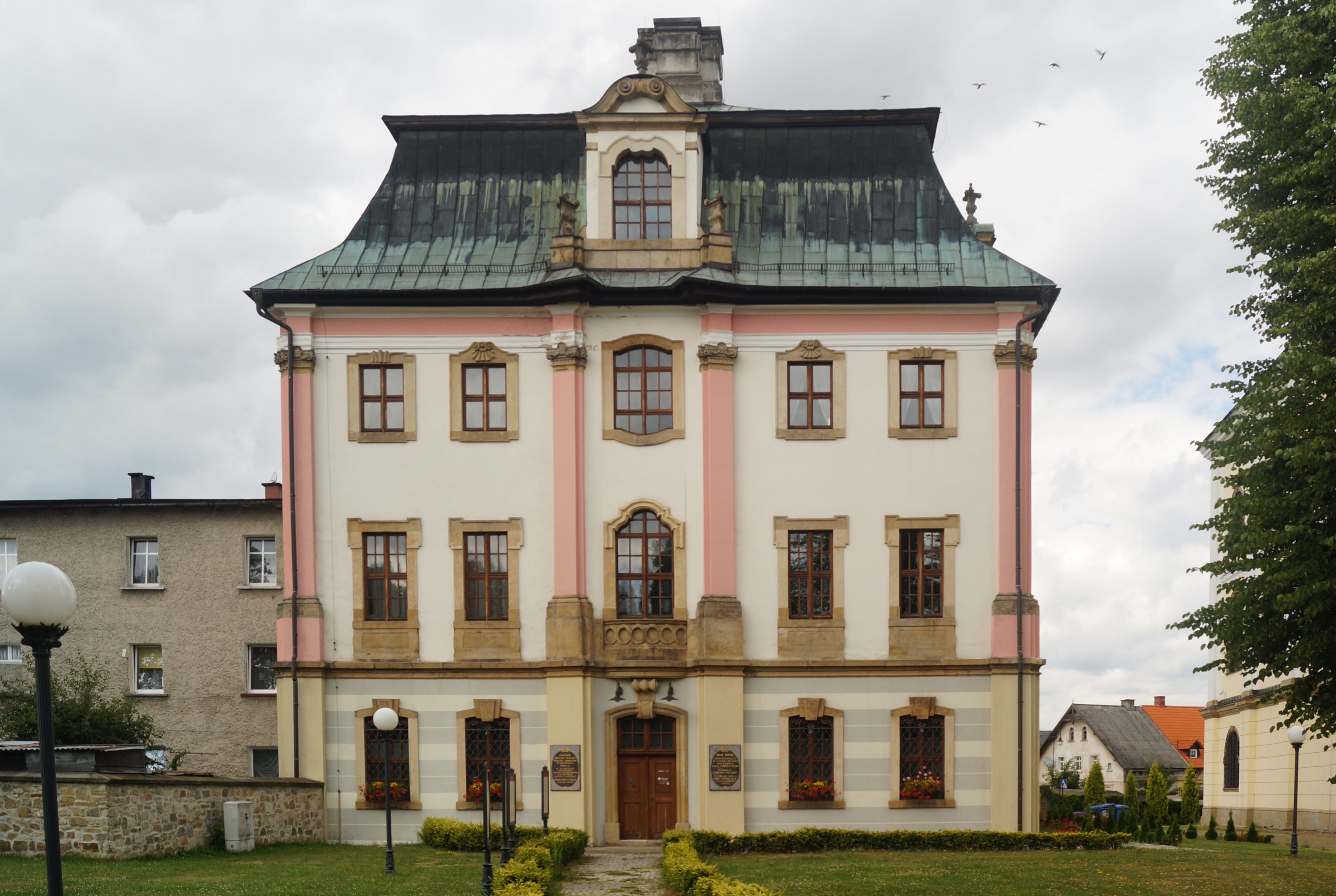
Gästehaus

Das Kloster schließt im Süden an die Stiftskirche an. 1662 wurde es durch Stiftsbaumeister Martin Schuppert umgebaut und aufgestockt. Der Klosterneubau nach Plänen von Johann Gottlieb Feller konnte 1774–1782 nur teilweise realisiert werden. Im Erdgeschoss des älteren Teils befindet sich ein gotischer Kapitelsaal aus der Mitte des 15. Jahrhunderts. Die zweigeschossige Bibliothek mit klassizistischer Ausstattung befindet sich im Ost-Risalit.
- Der Klosterfriedhof ist in zwei Terrassen unterteilt, die durch eine Treppe mit einer Kreuzigungsgruppe des Bildhauers Johann Georg Gode († 1758) verbunden sind. In der Friedhofsmauer befinden sich Epitaphien aus der Renaissance.
- Das barocke Gästehaus der Äbte wurde 1734 westlich der St.-Josephs-Kirche errichtet. Die Pläne stammen vermutlich von J. A. Jentsch. Daneben befand sich die Klosterkanzlei. Südlich des Tores lagen die Klosterbrauerei und die Klosterapotheke.
- Die steinerne Staupsäule vor der südlichen Gartenmauer stammt aus dem Anfang des 18. Jahrhunderts.
- Auf einer Anhöhe östlich der Abtei befindet sich die Ruine der St.-Anna-Kapelle, die 1722 errichtet und 1884 nach einem Brand wieder aufgebaut wurde.

### Kalvarienberg

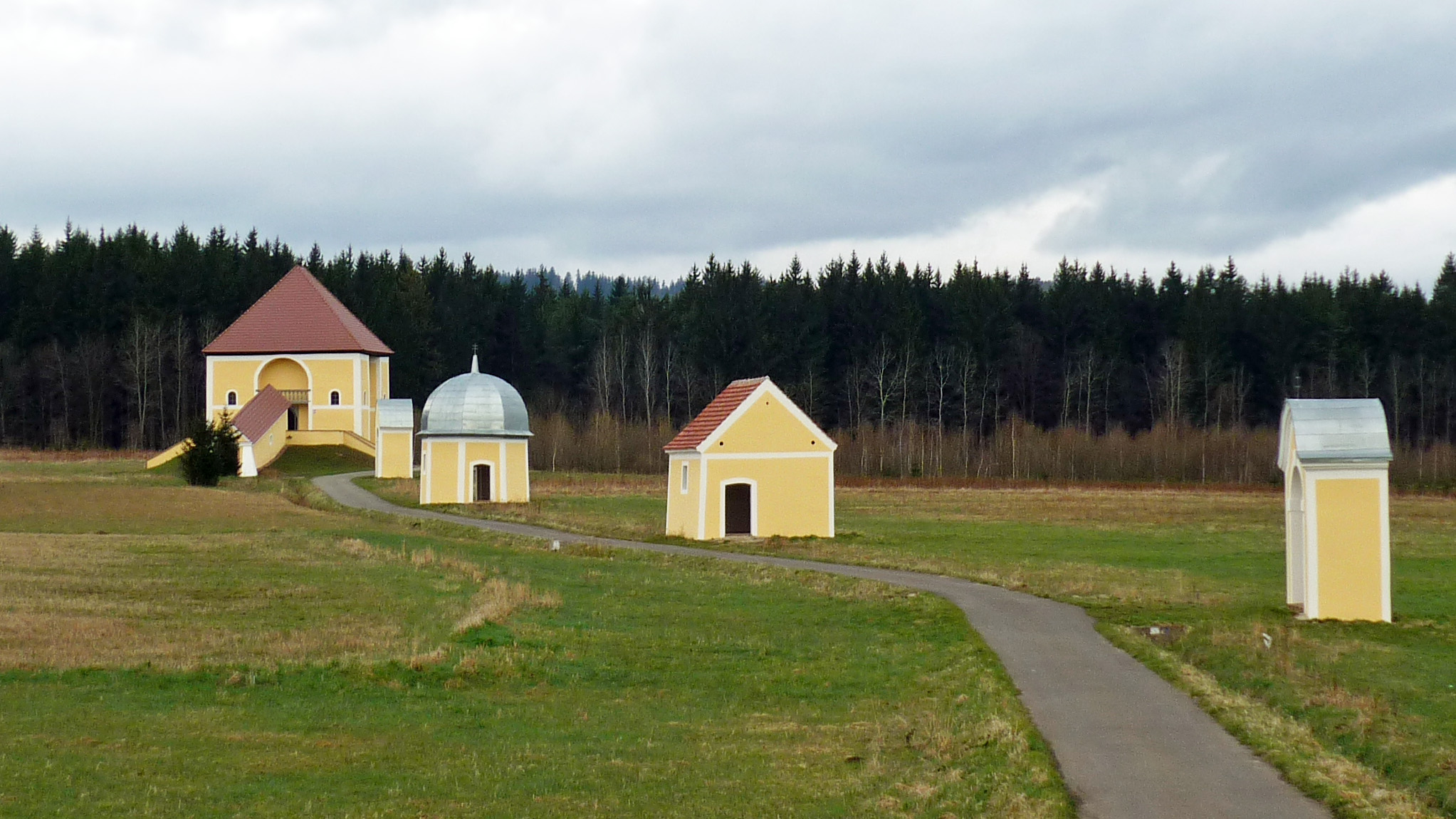
Kalvarienberg beim Kloster Grüssau

Die Kapellen des Kalvarienberges (Kalwaria) wurden in den Jahren 1675–1678 durch Abt Bernhard Rosa in Holz errichtet und 1703 unter Abt Dominicus Geyer neu aus Stein erbaut. Der Kalvarienberg umfasst 32 Stationen, mit denen
- der Weg der Gefangennahme Jesu (Stationen I–XVI) und
- der Kreuzweg (Stationen XVII–XXXII)

dargestellt werden. Für die Andachten an den einzelnen Stationen wurde 1682 das Grüssauer Passionsbuch gedruckt.

### Bethlehem

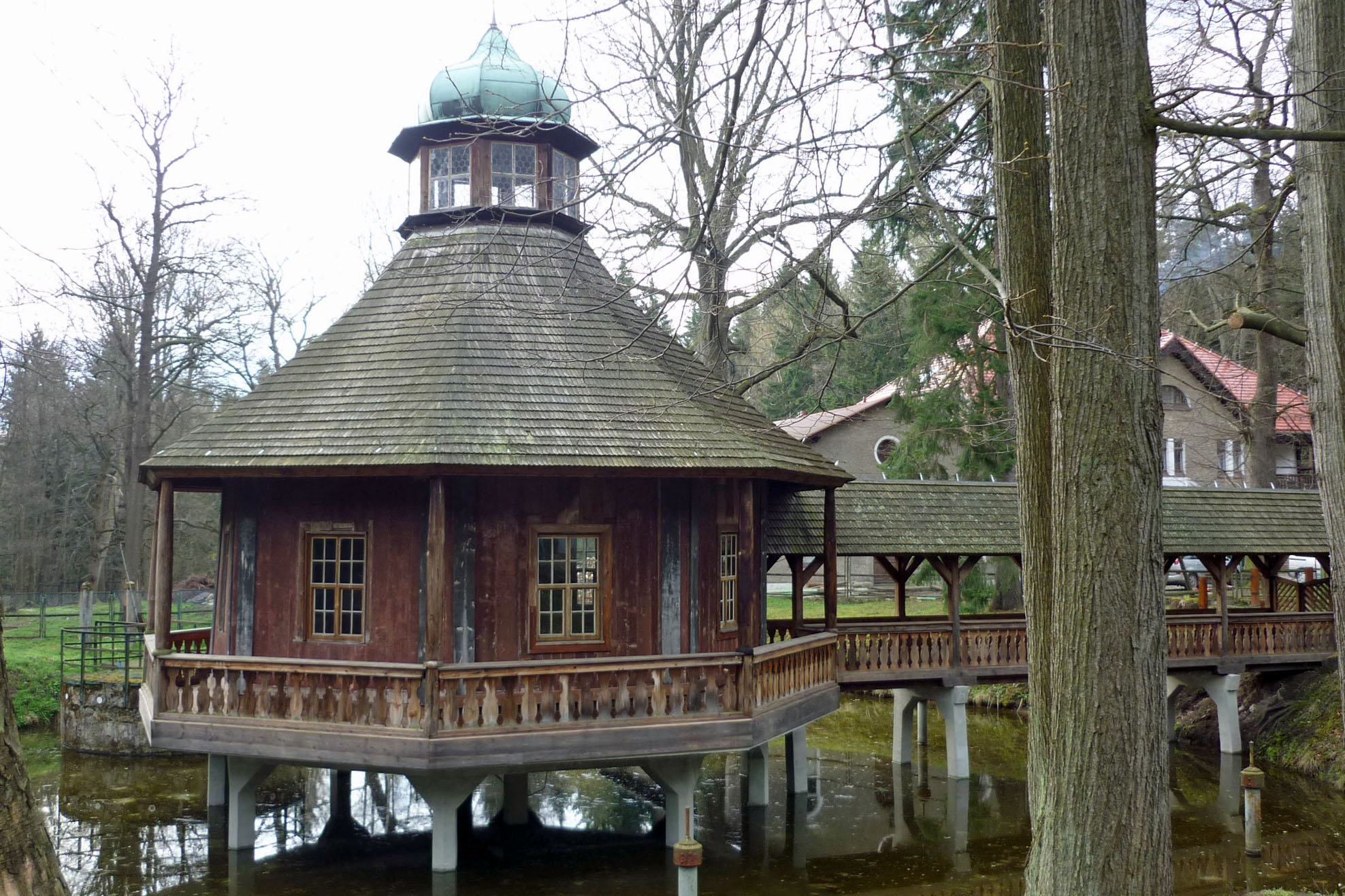
Bethlehem

Zwei Kilometer westlich des Klosters befindet sich die Anlage Bethlehem.

## Ausstattung

### Orgeln

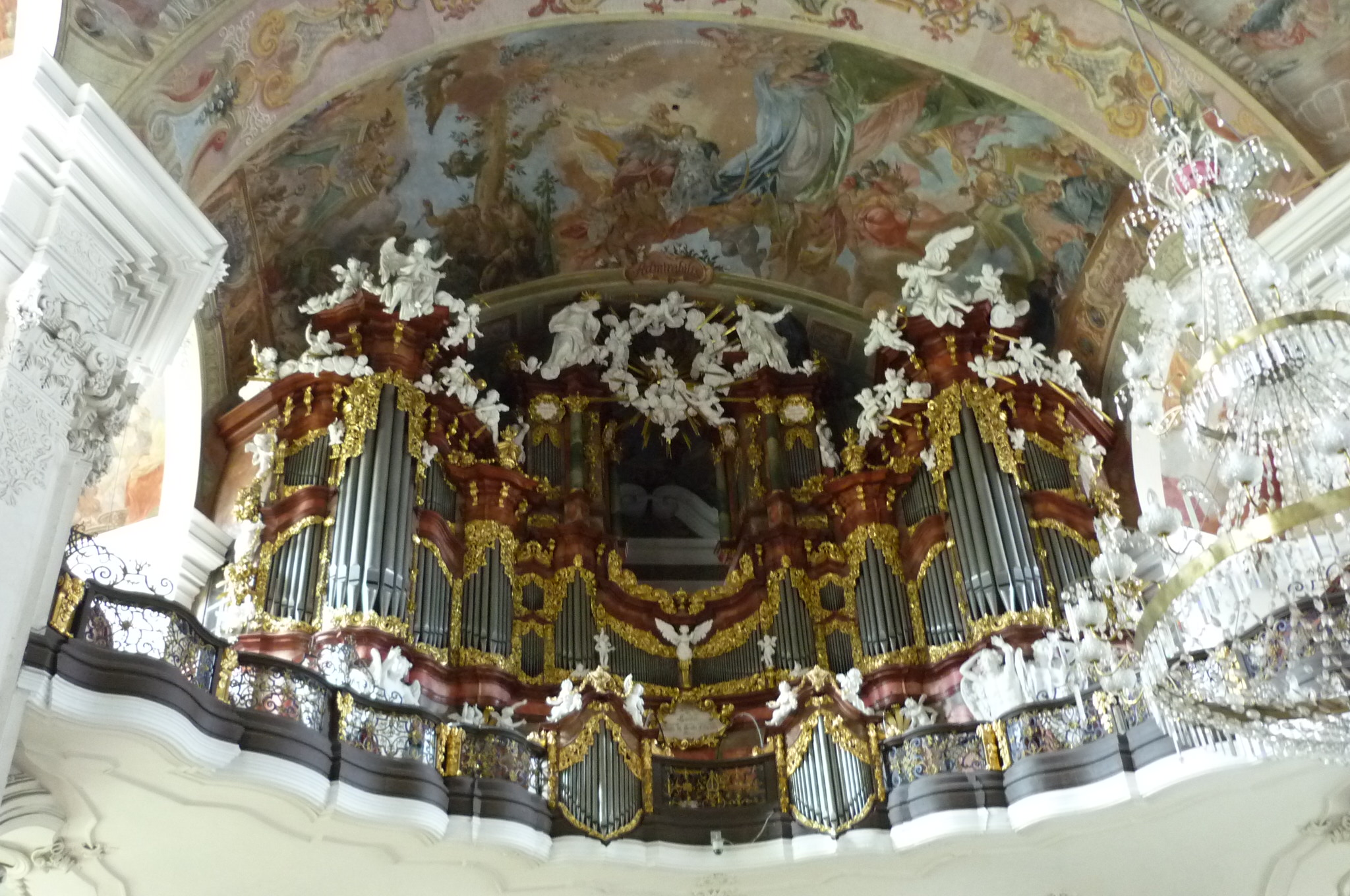
Orgelempore

#### Orgel der Abteikirche
Die Orgel der Klosterkirche wurde von 1732 bis 1737 von Michael Engler dem Jüngeren aus Breslau gebaut. Der Orgelprospekt wurde von Anton Dorazil nach einem Entwurf von Ferdinand Maximilian Brokoff figürlich dekoriert. Die Firma Schlag & Söhne führte von 1873 bis 1874 umfangreiche Reparaturen und Modernisierungen im damaligen Zeitgeschmack aus. Eine Restaurierung und Rekonstruktion fand 2008 durch die Firma Orgelbau Jehmlich, Dresden statt. Man entschied sich, die Änderungen weitgehend zurückzubauen; die Orgel befindet sich heute wieder weitgehend in ihrem Originalzustand. Die Engler-Orgel wird als die beste Schlesiens angesehen. Ihre Disposition lautet wie folgt:
| I Rückpositiv CD–c3 |    |
| Principal (P)       | 8′ |
| Flaut amabile       | 8′ |
| Flaut allemande     | 8′ |
| Quintadena          | 8′ |
| Octava              | 4′ |
| Quinta              | 3′ |
| Superoctava         | 2′ |
| Sedecima            | 1′ |
| Mixtura III         | 1′ |
| Hautbois            | 8′ |

| II Hauptwerk CD–c3 |     |
| Burdon Flaut       | 16′ |
| Quintadena         | 16′ |
| Viola di Gambe     | 16′ |
| Principal (P)      | 8′  |
| Flaut major        | 8′  |
| Gemshorn           | 8′  |
| Salicet            | 8′  |
| Unda maris         | 8′  |
| Octava             | 4′  |
| Nachthorn          | 4′  |
| Gemshorn Quinta    | 3′  |
| Superoctava        | 2′  |
| Mixtura VI         | 2′  |
| Cimbel II          |     |

| III Brustwerk (OW) CD–c3 |             |
| Principal (P)            | 8′          |
| Rohrflaut                | 8′          |
| Traveur                  | 8′          |
| Vox humana (ab g)        | 8′ (labial) |
| Octava                   | 4′          |
| Flaut minor              | 4′          |
| Quinta                   | 3′          |
| Superoctava              | 2′          |
| Quinta                   | 1 ⁄2′       |
| Sedecima                 | 1′          |
| Mixtura IV               | 1 ⁄2′       |
| Trompet                  | 8′          |

| Pedal CD–c1      |     |   |
| Major Bass       | 32′ |   |
| Principal (P)    | 16′ |   |
| Violon Bass      | 16′ |   |
| Sub Bass         | 16′ | K |
| Salicet Bass (P) | 16′ | K |
| Quintaden Bass   | 16′ | K |
| Octav Bass (P)   | 8′  | K |
| Flaut Bass       | 8′  |   |
| Gemshorn Quinta  | 6′  |   |
| Super Octava     | 4′  |   |
| Mixtura VI       | 3′  |   |
| Posaunen Bass    | 32′ |   |
| Posaunen Bass    | 16′ |   |
| Trompet Bass     | 8′  |   |

P = ganz oder zum Teil im Prospekt
K = Kammertonbass (Pedal)
- Nebenregister
  - Transposition des RP in Kammerton
  - Copula 2 Clavier (III/II)
  - Copula 3 Clavier (III+II/I)
  - 10 Sperrventile
  - Windablass
  - Calcanten-Glöcklein
- Stimmung:
  - Stimmtonhöhe:[20] Chorton a1= ca. 448 Hz (bei 15 °C) = Kammerton h1
- Temperatur
  - Übergangsform von einer mitteltönig-modifizierten Temperatur zu einer wohltemperierten Stimmung, die die Ganzton-Transposition zwischen Kammerton und Chorton ermöglicht (Angaben beziehen sich i. d. Regel auf Kammerton): Fünf Quinten (B–F, C–G, G–D, A–E und B–F#) sind je um 1/4 des pythagoreischen Kommas (pK) verkleinert; D–A und E–H sind rein; vier Quinten sind um je 1/12 pK vergrößert (F#–C#, C#–G#, As–Es und Es–B); eine Quinte ist um 1/12 pK verkleinert (F–C). – Die Terz C–E bildet daher im Kammerton (= Chorton B–D) mit 388 Cent die reinste große Terz, während C–E im Chorton (= Kammerton D–F#) mit 390 Cent immer noch die zweitreinste große Terz darstellt.[22]

| Terzen bzw. Quinten über (Kammerton) | c          | g          | d     | a          | e     | h          | fis         | cis/des     | gis/as      | es/dis      | b          | f           |
| Terzen bzw. Quinten über (Chorton)   | b          | f          | c     | g          | d     | a          | e           | h           | fis         | cis/des     | gis/as     | es/dis      |
| Quinte (Cent) Bruchteil pyth. K.     | 696,1 -1⁄4 | 696,1 -1⁄4 | 702 0 | 696,1 -1⁄4 | 702 0 | 696,1 -1⁄4 | 703,9 +1⁄12 | 703,9 +1⁄12 | 703,9 +1⁄12 | 703,9 +1⁄12 | 696,1 -1⁄4 | 700,0 -1⁄12 |
| Große Terz (Cent)                    | 388,3      | 394,1      | 390,2 | 396,1      | 396,1 | 398,1      | 405,9       | 407,8       | 415,6       | 407,8       | 403,9      | 396,1       |
| Kleine Terz (Cent)                   | 288,3      | 296,1      | 300,0 | 307,8      | 307,8 | 305,9      | 305,9       | 300,0       | 305,9       | 298,1       | 296,1      | 288,3       |

- Winddruck: 65 mmWs[20]

#### Orgel der Josephskirche
Die Orgel der Josephskirche wurde Ende des 17. Jahrhunderts erbaut. Der Orgelbauer ist unbekannt. Die Orgel besitzt ein Manual mit acht Registern und ein selbständiges Pedal mit zwei Registern. Die Orgel der St.-Josephs-Kirche wurde zwischen 1993 und 1995 restauriert.
Disposition:

| I Manual C–c3 |    |
| Principal     | 8′ |
| Flauta        | 8′ |
| Salicet       | 8′ |
| Octava        | 4′ |
| Flauta        | 4′ |
| Quinta        | 3′ |
| Superoctava   | 2′ |
| Mixtura III   |    |

| Pedal C–h |     |
| Subbaß    | 16′ |
| Octavbaß  | 8′  |

### Glocken
Im Jahre 1935 erhielt die Abteikirche sieben neue Glocken, die von der Firma Petit & Gebr. Edelbrock, Gescher gegossen wurden.
Während des Zweiten Weltkriegs wurden die Glocken zum Einschmelzen demontiert. Anfang der 1950er Jahre gelang es den Mönchen der Abtei Grüssau in Bad Wimpfen, die drei größten Glocken aus einem Lager für konfiszierte Glocken im Hamburger Hafen zurückzuerhalten. Die Glocken waren jedoch für die Glockentürme in Wimpfen zu groß, so dass sie 1952 an die katholische Pfarrkirche St. Cäcilia Mosbach veräußert wurden, wo das ursprüngliche Geläut ebenfalls zu Kriegszwecken beschlagnahmt worden war.
| Nr. | Name           | Ø (mm) | Gewicht (kg) | Nominalton |
| --- | -------------- | ------ | ------------ | ---------- |
| I   | Emmanuel       | 2000   | 5400         | gis°       |
| II  | Benediktus     | 1700   | 3050         | h°         |
| III | Johann Baptist | 1500   | 2050         | cis’       |
| IV  | Josef          | 1250   | 1200         | e’         |
| V   | Laurentius     | 1100   | 800          | fis’       |
| VI  | Katharina      | 980    | 550          | gis’       |
| VII | Barbara        | 810    | 350          | h’         |

Geläutemotiv: Parsifal bzw. Dresdner Amen

## Zisterzienseräbte von Grüssau
- 1292–1298 Theoderich, Gründungsabt († 3. Februar 1298)
- 1298–1303 Heinrich I. († im 4. Jahr seiner Regierung, Tag unbekannt)
- 1303–1310 Nikolaus I. (resignierte 1310 nach sechsjähriger Amtsführung, lebte 1315 noch als Prior)
- 1310–1312 Wilhelm († 1312 im 2. Jahr seiner Regierung)
- 1312–1332(?) Heinrich II. Camerarius
- 1332–1352 Nikolaus II.
- 1352–1357 Hellwig (resignierte 1357; † um 1362)
- 1357–1359 Heinrich III. von Probsthain († nach dreijähriger Regierung)
- 1360–1374 Nikolaus III. Kestner
- 1374–1383 Heinrich IV. von Probsthain, aus Schweidnitz
- 1383–1387 Johannes I. Baumschabe (resignierte 1387; † nach 1399)
- 1387–1394 Petrus I. Appenrode, aus Jauer
- 1395–1399 Nikolaus IV. von Liegnitz (wohl 1403 gestorben)
- 1399–1401 Heinrich V.
- 1401–1429 Nikolaus V. Goldberg
- (1425?)–1431 Paulus Körnichen († 1432)
- 1431–1436 Michael I.
- 1436–1440 Johannes II.
- 1440–1460 Michael II. († 1462)
- 1460–1490 Nikolaus VI. von Liebau
- 1490–1506 Johannes III. von Hayn
- 1506–1516 Thomas Koch
- 1517–1533 Franciscus Büthner
- 1533–1542 Michael III. Lorenz
- 1542–1544 Johannes IV. Ilgner-Walowitz
- 1544–1554 Johannes V. Kellner
- 1554–1556 Benedikt I. Bartsch
- 1556–1558 Antonius Neukirch
- 1558–1567 Johannes VI. Tharlan (Cressavicus); nahm vom 27. Juni bis 2. Juli 1558 an der Synode in Glatz teil, auf der im Auftrag des Glatzer Pfandherrn Ernst von Bayern die Konfession der anwesenden Geistlichen mit einem umfangreichen Fragenkatalog erfasst werden sollte. Zusammen mit Abt Leonhard Paumann vom Kloster Fürstenfeld verfasste er den Bericht über den Glaubenszustand der Geistlichen im Glatzer Dekanat.[27]
- 1567–1571 Caspar I. Hauser
- 1571–1574 Christophorus Scholtz
- 1574–1576 Nikolaus VII. Ruperti, aus Kulmbach
- 1576–1609 Caspar II. Ebert
- 1609–1611 Georg I. Henning
- 1611–1616 Thobias Haller
- 1616–1620 Martinus Clavei
- 1621–1622 Georg II. Henning
- 1622–1632 Adam Wolfgang
- 1632–1653 Valentin Rüling
- 1653–1660 Andreas Michaelis
- 1660–1696 Bernardus Rosa
- 1696–1726 Dominicus Geyer
- 1727–1734 Innozenz Fritsch
- 1734–1763 Benedikt II. Seidel
- 1763–1767 Malachias Schönwiese
- 1768–1787 Placidus Mundfering
- 1787–1797 Petrus II. Keylich († 1798)
- 1797–1800 Johannes VII. Langer
- 1800–1810 Ildephons Reuschel (1742–1823)